# Младежка лига на УЕФА
Младежката лига на УЕФА (на английски: UEFA Youth League) е футболен турнир за младежи, провеждащ се под егидата на УЕФА. Турнирът е паралелен на Шампионската лига на УЕФА. 32-та отбора, участващи в груповата фаза на Шампионската лига, участват в Младежката лига с отборите си до 19-години.  Турнирът се провежда за първи път през сезон 2013/14. Форматът бива използван две години преди да бъде направено ревю на успеха му. Трофеят е наречен на Ленарт Йохансон. 
Една от основните цели на Младежката лига е да помогне на млади играчи да получат допълнителен игрови опит, за да успеят да прекрачат границата до мъжкия отбор. 

## Формат
В осемте групи се изиграват 96 мача между септември и декември. Мачовете се провеждат на стадиони, близки до стадионите, на които се играят мачовете от Шампионската лига, когато това е логистически възможно. 
Победителите в групите играят срещу вторите в групите, като точните двойки се определят с жребии, а победителите са домакини и елиминациите се провеждат в един мач. Четвъртфиналите биват играни в един мач, като домакинът се определя с жребий. Полуфиналите и финалът също се провеждат в един мач, но на неутрален терен. Мачовете в елиминациите завършват с изпълнение на дузпи след 90 минути, без продължения, в случай, че в редовното време не е определен победител.  Елиминациите започват през февруари. 

## Критики
Турнирът бива критикуван за това, че участниците в него са най-вече ученици и играенето на мачове през седмицата води до пропускане на часове и пречи на подготовката им за училище. Освен това участват не най-силните младежки отбори, а младежките отбори, чиито първи отбори участват в Шампионската лига на УЕФА. 